# Wolfersdorf
Wolfersdorf este o comună din landul Bavaria, Germania.